# ایوان ریچل وود
ایوان ریچل وود (به انگلیسی: Evan Rachel Wood) (زاده ۷ سپتامبر ۱۹۸۷) بازیگر، مدل و خواننده آمریکایی است. او تاکنون یک جایزهٔ منتخب منتقدان تلویزیون، ۳ نامزدی برای جایزه جایزه امی ساعات پربیننده و سه نامزدی برای جایزه گلدن گلوب برای فیلم‌ها و سریال‌هایی که بازی کرده‌است را کسب کرده‌است.
وود بازیگری را در دههٔ ۱۹۹۰ آغاز کرد و اولین بار در سن ۹ سالگی به عنوان بازیگر نقش اصلی در فیلم حفاری به چین(۱۹۹۷) به ایفای نقش پرداخت و به خاطر بازی در فیلم درام و نوجوانانهٔ سیزده (۲۰۰۳) نامزد جایزه گلدن گلوب شد. وی بازیگری را اغلب در فیلم‌های مستقلی همچون ترغیب زیبا (۲۰۰۵)، انتهای دره (۲۰۰۵)، دویدن با قیچی (۲۰۰۶) و از این سو تا آن سوی دنیا (۲۰۰۷) ادامه داد.
وود از سال ۲۰۰۸ در فیلم‌های جدی تری از جمله کشتی‌گیر (۲۰۰۸)، هر چه نتیجه دهد (۲۰۰۹) و نیمه ماه مارس (۲۰۱۱) به ایفای نقش پرداخت. وی در سال‌های بعد به تلویزیون بازگشت و در نقش یک خون‌آشام به نام سوفی ان لکرک در سریال خون حقیقی (۲۰۱۱–۲۰۰۹) به ایفای نقش پرداخت. سپس نقش دختر میلدرد پیرس را در مینی سریال میلدرد پیرس (۲۰۱۱) از شبکه اچ بی او را به تصویر کشید که نامزدی جایزه گلدن گلوب و امی اوارد را به عنوان بازیگر نقش مکمل زن برایش به ارمغان آورد.
وود هم‌اکنون در حال بازی در نقش دلورس در سریال وست ورلد از شبکه اچ‌بی‌او است که برای این نقش برندهٔ جایزه منتخب منتقدین و نامزد جایزه گلدن گلوب شد. وی همچنین در فیلم منجمد ۲ صداپیشگی نقش ملکه ایدونا را برعهده داشته‌است.

## زندگی شخصی

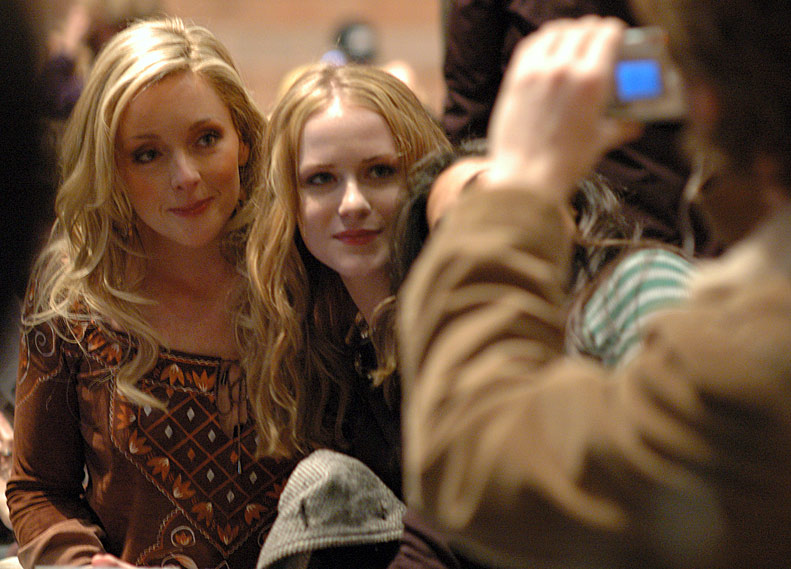
وود و جین کراکوسکی در سال ۲۰۰۵

### دین
وود در سال ۲۰۰۳ اعلام کرد که یک یهودی است. وی در سال ۲۰۱۲ گفت: «من به خدا اعتقاد دارم اما فردی مذهبی نیستم. تعریف من از خدا وابسته به دین نبوده و کاملاً شخصی است».

### روابط
وود پس از ملاقات با بازیگر بریتانیایی جیمی بل در جشنواره فیلم ساندنس ۲۰۰۶ به مدت یک سال با وی در رابطه بود. در ژانویه ۲۰۰۷ رابطه‌اش با خواننده معروف مریلین منسون علنی شد. وود الهام بخش آهنگ «عینک قلبی شکل» مریلین منسون بود و در موزیک ویدیوی آن حضور یافت. این دو در سال ۲۰۱۰ با هم نامزد شدند اما ۷ ماه بعد از هم جدا شدند.
وود در سال ۲۰۱۰ در توییتی اعلام کرد که دوجنس گراست. وی در مصاحبه ای در مورد علایق جنسی خود گفت: «من برای هر چیزی آماده هستم. ملاقات یک پسر خوب یا ملاقات یک دختر خوب».
وود و جیمی بل در سال ۲۰۱۰ دوباره با هم وارد رابطه شدند و در سال ۲۰۱۲ در مراسمی کوچک با هم ازدواج کردند و یک سال بعد صاحب یک پسر شدند. وود فرزندش را طی یک زایمان خانگی به دنیا آورد. آن دو در می ۲۰۱۴ و پس از ۱۹ ماه ازدواج از هم جدا شدند. وود در ژانویه ۲۰۱۷ با همبازی خود زاک ویلا وارد رابطه شد و در سپتامبر همان سال از وی جدا شد.

### تجاوز جنسی
وود در سال ۲۰۱۶ به رولینگ استون خبرنگار گفت که چند سال قبل دو مرتبه مورد تجاوز جنسی قرار گرفته‌است. وود در توییتی دربارهٔ این تجاوز نوشت: «بله به من تجاوز شده‌است. توسط فرد مهمی که در مناسبتی در کنار او بودم». وی گفت هنوز هم از این اتفاق رنج می‌برد و مدتی پس از آن تجاوز قصد خودکشی داشته‌است. وی در یک سخنرانی بابت لایحهٔ حقوق بازماندگان تجاوز جنسی در هر ۵۰ ایالت، دربارهٔ تجاوز خود گفت: «مشکلاتی که داشتم به کندی شروع شد اما با گذشت زمان شدت گرفت. فردی که به من می‌گفت مرا دوست داردبه من تجاوز کرد و پس از آن زندگی ام را تهدید می‌کرد. او دیوانه وار دست و پای مرا بست تا مرا از لحاظ جسمی و روحی شکنجه دهد تا زمانی که احساس کند عشق ام را به وی ثابت کرده‌ام.» وی ادامه داد: «در حالی که دست و پایم را بسته بود مرا مورد ضرب و شتم قرار داد و گفت می‌توانم همین حالا تو را بکشم».

## فیلم‌شناسی

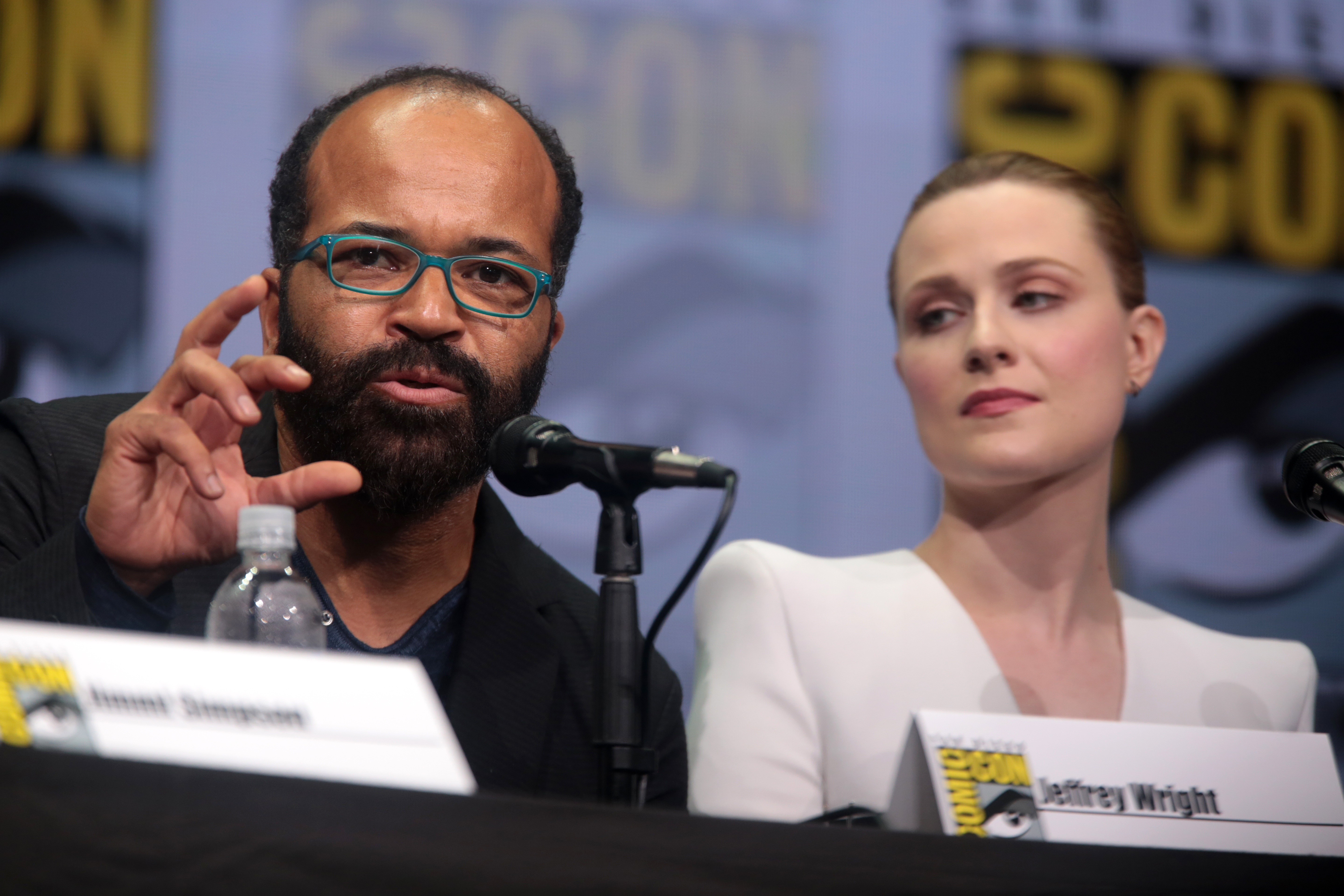
وود و جفری رایت

فهرست برخی از فیلم‌هایی که ایوان ریچل وود در آنها به ایفای نقش پرداخته‌است:
- هرچه نتیجه‌دار باشد
- نیمه ماه مارس
- میلدرد پیرس
- پابرهنه
- گم‌شده
- سیزده
- سیمون
- از این سو تا آن سوی دنیا
- ته دره
- دنیای غرب (مجموعه تلویزیونی)
- دویدن با قیچی
- کشتی‌گیر
- درون جنگل
- رازهای کوچک
- در معرض خشم
- یک مورد از شما
- سلطان کالیفرنیا
- زندگی قبل از چشمان او
- حفاری به چین
- خون حقیقی (مجموعه تلویزیونی)